# Loi de mesures provisoires concernant la gestion des universités
La loi de mesures provisoires concernant la gestion des universités (大学の運営に関する臨時措置法, Daigaku no Un'ei ni Kansuru Rinjisochihō) du Japon est adoptée comme loi numéro 70 le 7 août 1969.
Elle précise des mesures urgentes afin de normaliser la gestion des universités perturbées par le mouvement étudiant de la « génération Zenkyōtō » (全共闘世代, Zenkyōtō-sedai), Zenkyōtō signifiant littéralement « Combat tous ensemble », au Japon entre 1965 et 1972, du nom du principal, du plus actif et du plus radical des syndicats étudiants, la « Réunion des luttes étudiantes » (全学共闘会議, Zen-gaku kyōtō kaigi).
Les étudiants protestent contre la hausse des frais d'inscription, le système éducatif jugé élitiste, la signature de l'accord nippo-coréen du 18 décembre 1965 rétablissant des relations diplomatiques et une coopération avec la Corée du Sud autoritaire de Park Chung-hee ou la présence de soldats et de bases américaines sur le sol japonais.
La loi est abrogée en 2001.

## Référence
- (en) Cet article est partiellement ou en totalité issu de l’article de Wikipédia en anglais intitulé « Law for Temporary Measures concerning University Management » (voir la liste des auteurs).